# Китченер Рейнджерс
«Ки́тченер Ре́йнджерс» (англ. Kitchener Rangers) — молодёжный канадский хоккейный клуб из города Китченер, Онтарио, выступающий в Хоккейной лиге Онтарио (OHL). Команда создана в 1963 году. «Рейнджерс» — это общедоступная хоккейная команда, которой управляет совет директоров из 39 человек, состоящий исключительно из владельцев абонементов. Клуб является одним из самых успешных в Канадской хоккейной лиге (CHL) с точки зрения выпускников, которые выступали в НХЛ, включая Майка Ричардса, Дейла Хантера, Дэвида Кларксона, Стива Мэйсона, Дерека Роя, обладателей Колдер Трофи Джеффа Скиннера (2011 год) и Габриэля Ландескуга (2012 год), и членов Зала хоккейной славы Скотта Стивенса, Билла Барбера, Пола Коффи, Ларри Робинсона и Эла МакИнниса.

## История

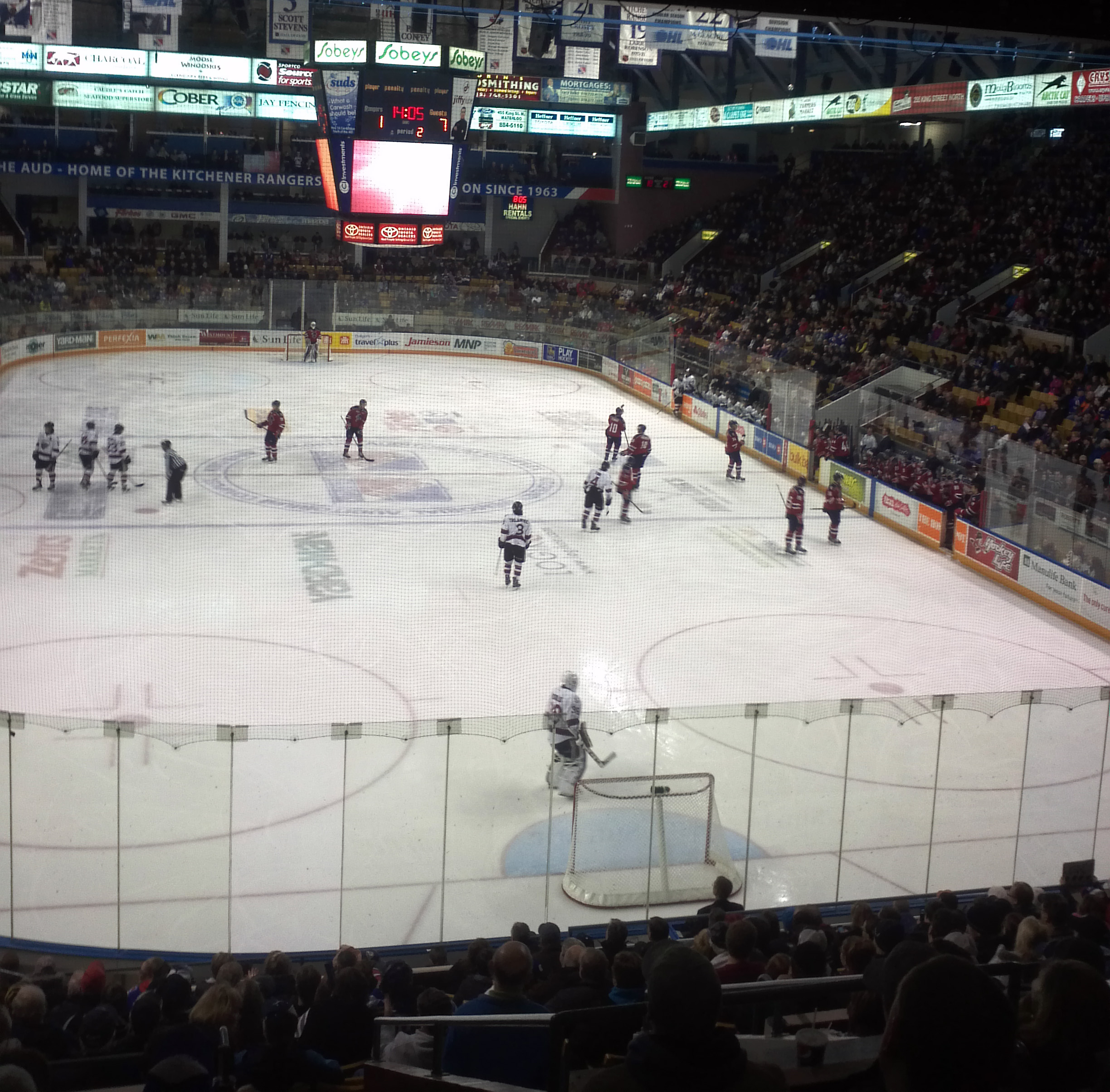
«Китченер Рейнджерс» играет в «Kitchener Memorial Auditorium Complex» против «Гелф Шторм» в 2014 году

Франшиза «Китченер Рейнджерс» была создана в 1947 году как «Гелф Билтмор Мэд Хэттерз», который вошёл в Хоккейную ассоциацию Онтарио (OHA). «Мэд Хэттерз» были фарм-клубом «Нью-Йорк Рейнджерс», выступавшего в Национальной хоккейной лиги (НХЛ). Команда имела большой успех в 1950-х годах, выиграв три чемпионата лиги и Мемориальный кубок. Однако к 1960 году клуб настиг финансовый кризис и он был продан. Новые владельцы назвали команду «Гелф Ройялз», что соответствовало прозвищу Гелфа, «Королевский город». Несмотря на усилия по возрождению затухающего бренда, финансовые проблемы клуба продолжались. В конце сезона 1962/63 предприниматель из Китченера, Юджин Джордж, обратился к «Нью-Йорк Рейнджерс» с предложением о перевозе франшизы в Китченер в надежде на создание более стабильной молодой команды.
В начале сезона 1963/64 команда переехала в «Kitchener Memorial Auditorium Complex», который ранее был домом для «Китченер Гринширтс» (OMHA) и «Китченер Кэнакс» (OHA). «Рейнджерс» успешно рекламировали команду в обществе, привлекая высокую посещаемость, несмотря на неудачный первый сезон. К 1968 году клуб однажды финишировал на первом месте и дважды доходил до финала лиги.

### Общественная собственность «Рейнджерс»
Когда НХЛ коллективно закончила спонсорство юниорских команд, «Нью-Йорк Рейнджерс» предложила Юджину Джорджу приобрести команду за 1 доллар и взять на себя финансовую и общую ответственность. Существует ложная городская легенда о том, что «Нью-Йорк Рейнджерс» может повторно приобрести команду в любое время за 1 доллар.
Джордж превратил команду в сообщество, «Рейнджерс» стал публичной командой, в которой каждый владелец абонемента является членом некоммерческой корпорации, которой принадлежит клуб и все её активы. Многие считают некорректным то, что команда «принадлежит обществу».
Джордж и его коллеги стратегически создали волонтёрское руководство, в которое вошли ключевые руководители (они избираются из числа всех подходящих владельцев абонементов). Сегодня «Рейнджерс» отказался от своей уникальной стратегии, теперь Совет директоров состоит из 40 человек, включая 9 исполнительных должностей.
Эта форма коллективного владения болельщиками, относительно уникальна для североамериканского профессионального спорта, и во многом похожа на ту, что была у команды Национальной Футбольной Лиги «Грин-Бей Пэкерс».

### 1966—1968
В 1966 году «Рейнджерс» дошли до финала OHA, где проиграли в пяти «Ошаве Дженералз» с молодым Бобби Орром в составе. «Китченер» финишировали на первом месте в следующем регулярном сезоне, но вылетели в плей-офф. В 1968 году «Рейнджерс» второй раз подряд выиграли регулярный сезон и вновь получили Гамильтон Спектэтор Трофи, но в финале лиги проиграли серию против «Ниагара-Фолс Флайерз» 3:4.

### 1970-е
В сезоне 1973/74 «Рейнджерс» финишировали первыми в регулярном сезоне, благодаря звёздному вратарю Дону Эдвардсу, но из плей-офф «Китченер» вылетел в полуфинале. В сезоне 1976/77 Дуайт Фостер установил рекорд франшизы по очкам (143), забив 60 голов и 83 передачи.

### Мемориальный Кубок 1981
В сезоне 1980/81 «Рейнджерс», возглавляемые 16-летним капитаном Брайаном Беллоузом, а также Элом МакИннисом, Майклом Иглзом, Ларри Кэрроллом и с Уэнделлом Янгом в воротах, заняли первое место в Центральном дивизионе (Эммс Трофи), несмотря на то, что выиграли только половину своих игр. Далее команда выиграла свой первый Кубок Джей Росса Робертсона, в финале обыграв «Су-Сент-Мари Грейхаундз», который на 27 очков опередил «Китченер» в регулярном сезоне. В Мемориальном кубке «Рейнджерс» удалось дойти до своего первого финала этого турнира, где они уступили 2:5 «Корнуэлл Ройялс».

### Мемориальный Кубок 1982
В сезоне 1981/82 «Рейнджерс» снова выиграли Центральный дивизион, с будущей звездой НХЛ Скоттом Стивенсом в составе. «Китченер» второй год подряд выигрывает Кубок Джей Росса Робертсона и зарабатывает право выступать в Мемориальном кубке, который в итоге выигрывают, впервые в своей истории, одолев в финале «Шербрук Кэсторс» 7:4.

### Мемориальный Кубок 1984
В сезоне 1983/84 «Рейнджерс» не удалось напрямую выйти в Мемориальный кубок, проиграв в финале лиги «Оттаве Сиксти Севенс», но клуб принял участие в турнире как команда-хозяйка. «Китченер» удалось дойти до финала, где им снова предстояло встретиться с «Оттавой» и вновь «67-е» были сильней, разгромив «Рейнджеров» 7:2.

### Мемориальный Кубок 1990
В сезоне 1989/90 «Рейнджерс» заняли второе место в Центральном дивизионе. В финале лиги «Китченер» уступили «Ошаве Дженералз» с Эриком Линдросом. Но, так как клуб снова стал хозяином Мемориального кубка, они получили право выступить в турнире. Как и 6 лет назад, «Рейнджерс» дошли до финала и так же встретились с соперником по финалу лиги. В итоге «Ошава» вновь оказалась сильней, 4:3 в овертайме.

### «Рейнджерс» в новом тысячелетии
В сезоне 1999/2000 «Рейнджерс» установили рекорд посещаемости OHL в 162 000 болельщиков, в среднем 4 750 за игру. В 2001 году тренером и генеральным менеджером клуба стал Питер ДеБур.

### Мемориальный Кубок 2003 и 2008
В сезоне 2002/03 «Рейнджерс» собрали все трофеи, выиграв Средне-Западный дивизион (Холоди Трофи), регулярный чемпионат (Гамильтон Спектэйтор Трофи), плей-офф Западной конференции (Уэйн Гретцки Трофи), плей-офф OHL (Кубок Джей Росса Робертсона) и Мемориальный кубок.
В 2008 году команда повторила успех пятилетней давности, не сумев выиграть только Мемориальный кубок, проиграв в домашнем финале «Спокан Чифс» 1:4.

#### Инцидент с Беном Фанелли
30 октября 2009 года защитник клуба, Бен Фанелли, получил удар от форварда «Эри Оттерз», Майка Лиамбаса. Лиамбас провёл против Фанелли силовой приём у борта за воротами «Рейнджерс», Бен ударился головой о металлическую перегородку защитного стекла, при этом его шлем раскололся и слетел с головы. Фанелли потерял сознание, дёргался, лёжа на льду, изо рта шла пена. Он был доставлен в больницу в критическом состоянии с переломами черепа и орбитальной кости. По сообщениям, после инцидента Лиамбас плакал на льду и попытался посетить Фанелли в больнице, но ему было отказано в доступе. Бен был выписан из больницы Гамильтона через неделю, 6 ноября.
Лиамбас был дисквалифицирован на оставшуюся часть сезона и плей-офф комиссаром OHL Дэвидом Бранчем. Он отметил, что «необходимо предпринять решительные шаги, чтобы оповестить всех наших игроков и хоккеистов из низших лиг, что мы должны быть более уважительными к нашему противнику». Генеральный менеджер «Эри Оттерз», Шервуд Бассен, выразил удивление по поводу серьёзности штрафа со стороны лиги. Лиамбас выразил сожаление во время разбирательств по поводу его силового приёма и прокомментировал, что не знает, сможет ли он применять силовые приёмы в своей дальнейшей карьере.
Фанелли, оправившись от травмы головного мозга, вернулся в «Рейнджерс» почти два года спустя в сентябре 2011 года.
В марте 2011 года Бен начал благотворительную деятельность, которую он назвал «Head Strong». Она основана на кампании «Livestrong» Лэнса Армстронга и повышает осведомлённость о травмах головного мозга как в спорте, так и вне его. Кроме того, руководитель кампании надеется собрать средства для Ассоциации травм мозга Канады. В рамках программы продаются футболки и браслеты «Head Strong».
В мае 2015 года Фанелли попытался стать судьёй OHL. В июне лига подтвердил, что Бен прекратил судейство, чтобы заниматься другими проектами.

## Трофеи
| Мемориальный кубок Чемпион CHL - 1981 Финалист vs. Корнуэлл Ройялс - 1982 Чемпион vs. Шербрук Кэсторс - 1984 Финалист vs. Оттава Сиксти Севенс - 1990 Финалист vs. Ошава Дженералз - 2003 Чемпион vs. Халл Олимпикс - 2008 Финалист vs. Спокан Чифс Кубок Джей Росса Робертсона Чемпион OHL - 1966 Финалист vs. Ошава Дженералз - 1968 Финалист vs. Ниагара-Фолс Флайерз - 1981 Чемпион vs. Су-Сент-Мари Грейхаундз - 1982 Чемпион vs. Оттава Сиксти Севенс - 1984 Финалист vs. Оттава Сиксти Севенс - 1990 Финалист vs. Ошава Дженералз - 2003 Чемпион vs. Оттава Сиксти Севенс - 2008 Чемпион vs. Бельвиль Буллз Уэйн Гретцки Трофи Победитель плей-офф Западной конференции OHL - 2002/03 Чемпион vs. Плимут Уэйлерз - 2007/08 Чемпион vs. Су-Сент-Мари Грейхаундз | Гамильтон Спектэйтор Трофи Победитель регулярного сезона - 1966/67 64 очка - 1967/68 82 очка - 1973/74 95 очков - 1983/84 106 очков - 1988/89 88 очков - 2002/03 100 очков - 2007/08 110 очков Эммс Трофи Победитель Центрального дивизиона OHL - 1980/81 - 1981/82 - 1983/84 - 1988/89 - 1996/97 Холоди Трофи Победитель Средне-Западного дивизиона - 2002/03 - 2007/08 - 2017/18 |

## Тренеры
Два тренера «Китченер Рейнджерс», Том Барретт и Джо МакДоннелл, выиграли звание лучшего тренера OHL (Мэтт Лейдэн Трофи). МакДоннелл также был признан лучшим тренером CHL (Брайан Килри Эворд).
| - 1967-69 Уолли Кулман - 1969-70 Джерри Форлер - 1970-71 Джерри Форлер и Рон Мёрфи - 1971-72 Рон Мёрфи - 1972-74 Эдди Буш - 1974-75 Эдди Буш, Дон МакКи, Джим Моррисон - 1975-77 Мак МакЛин - 1977-78 Мак МакЛин и Боб Эртель - 1978-79 Боб Эртель - 1979-80 Боб Эртель и Род Сейлинг - 1980-81 Орвал Тессье - 1981-83 Джо Крозье - 1983-86 Том Барретт | - 1986-87 Том Барретт и Джо МакДоннелл - 1987-94 Джо МакДоннелл - 1994-95 Джо МакДоннелл и Джефф Уорд - 1995-98 Джефф Уорд - 1998-99 Брайан Хэйтон - 1999-2000 Брайан Хэйтон и Джефф Снайдер - 2000-01 Джефф Снайдер - 2001-08 Питер ДеБур - 2008-13 Стив Спотт - 2013-15 Трой Смит - 2015-16 Майк ван Рин - 2016-н.в. Джей МакКи |

## Игроки

### Обладатели наград
| Ред Тилсон Трофи Лучший хоккеист OHL - 1967/68 — Уолт Ткачук - 1983/84 — Джон Такер - 2007/08 — Джастин Азеведо Дэйв Пинкни Трофи Вратарь(и) команды OHL с наилучшим коэффициентом надёжности - 1973/74 — Дон Эдвардс Эдди Пауэрс Мемориал Трофи Лучший бомбардир OHL - 1976/77 — Дуайт Фостер - 2007/08 — Джастин Азеведо - 2010/11 — Джейсон Аксон (вместе с Тайлером Тоффоли) Макс Камински Трофи Лучший защитник OHL - 1982/83 — Эл МакИннис Джим Мэйхон Мемориал Трофи Лучший бомбардир среди правых нападающих OHL - 1983/84 — Уэйн Пресли - 1986/87 — Рон Гудолл - 2010/11 — Джейсон Аксон (вместе с Тайлером Тоффоли) Эммс Фэмили Эворд Лучший новичку OHL - 1983/84 — Шон Бурр - 1999/00 — Дерек Рой Лучший вратарь года OHL - 1998/89 — Гус Моршаузер - 1990/91 — Майк Торчия | Лео Лалонд Мемориал Трофи Лучший взрослый игрок OHL - 1990/91 — Джоуи Сен-Обен - 2004/05 — Андре Бенуа - 2010/11 — Джейсон Аксон Бобби Смит Трофи Лучший игрок CHL, которому удалось наилучшим образом совместить хоккей с учёбой - 1992/93 — Тим Спитциг - 1995/96 — Бойд Деверо Эф-Дабл-Ю (Динти) Мур Трофи' Вратарь-новичок OHL с наилучшим коэффициентом надёжности - 1996/97 — Шон Деганье - 2007/08 — Джош Юнис Уэйн Гретцки 99 Эворд Лучший игрок плей-офф OHL - 2002/03 — Дерек Рой Лучший руководитель года OHL - 2008/09 — Стив Бьенковски - 2011/12 — Стив Бьенковски Уильям Хэнли Трофи Джентльмен года OHL - 2003/04 — Андре Бенуа - 2007/08 — Ник Сполинг - 2010/11 — Джейсон Аксон |

### Почётные номера
«Рейнджерс» не выводят номера из обращения (кроме № 1, который закреплён за фанатами), вместо этого предпочитают выделять «почётные» номера. Номера, висящие под сводами арены на баннерах, всё ещё используются действующими игроками.
- # 3 Скотт Стивенс
- # 4 Эл МакИннис
- # 6 Пол Коффи
- # 7 Билл Барбер
- # 19 Робинсон, Ларри

### Известные игроки
Пять выпускников «Рейнджерс» включены в Зал хоккейной славы: Билл Барбер, Пол Коффи, Эл МакИннис, Ларри Робинсон и Скотт Стивенс.
- Джастин Азеведо
- Джейсон Аксон
- Билл Барбер
- Брайан Беллоуз
- Андре Бенуа
- Миккель Бёдкер
- Роберт Бортуццо
- Шон Бурр
- Янник Вебер
- Крейг Воланин
- Джон Гибсон
- Стив Дауни
- Бойд Деверо
- Гастон Джинграс
- Жильбер Дионн
- Джейсон Йорк
- Назем Кадри
- Якуб Киндл
- Ник Кипреос
- Дэвид Кларксон
- Пол Коффи
- Грегори Кэмпбелл
- Габриэль Ландескуг
- Рэй ЛеБлан
- Джош Ливо
- Дон Люс
- Джо МакДоннелл*
- Эл МакИннис
- Дэйв МакЛлуэйн
- Райан Мёрфи
- Джереми Морин
- Джон Мур
- Стив Мэйсон
- Дэйв Мэлони
- Эндрю Питерс
- Уолт Поддубный
- Уэйн Пресли
- Дуг Райзборо**
- Уоррен Райкел
- Пол Райнхарт
- Даррен Рамбл***
- Глен Ричардс
- Майк Ричардс
- Ларри Робинсон
- Дерек Рой
- Джефф Скиннер
- Ник Сполинг
- Скотт Стивенс
- Джим Сэндлак
- Джон Такер
- Уолт Ткачук
- Тодд Уорринер
- Радек Факса
- Дуайт Фостер
- Дейл Хантер
- Майк Хоу
- Рик Чартроу
- Дуг Шедден
- Дэвид Шоу
- Дон Эдвардс
- Тим Экклстоун
- Стив Эминджер
- Уэнделл Янг

Жирным выделены игроки, выигрывавшие Кубок Стэнли.
* МакДоннелл выиграл четыре Кубка Стэнли как директор службы скаутов «Детройт Ред Уингз».
** Райзборо выиграл Кубок Стэнли в качестве помощника главного тренера «Калгари Флэймз».
*** Рамбл не провёл ни одного матча в плей-офф, но «Тампа-Бэй Лайтнинг» попросили выгравировать его имя на кубке.

## Командные рекорды
| Командные рекорды за один сезон     | Командные рекорды за один сезон | Командные рекорды за один сезон |
| Показатель                          | Кол-во                          | Сезон                           |
| ----------------------------------- | ------------------------------- | ------------------------------- |
| Очки                                | 110                             | 2007/08                         |
| Победы                              | 53                              | 2007/08                         |
| Наибольшее кол-во забитых голов     | 418                             | 1983/84                         |
| Наименьшее кол-во забитых голов     | 142                             | 1963/64                         |
| Наименьшее кол-во пропущенных голов | 164                             | 1966/67                         |
| Наибольшее кол-во пропущенных голов | 425                             | 1979/80                         |

| Индивидуальные рекорды за один сезон       | Индивидуальные рекорды за один сезон | Индивидуальные рекорды за один сезон | Индивидуальные рекорды за один сезон |
| Показатель                                 | Игрок                                | Кол-во                               | Сезон                                |
| ------------------------------------------ | ------------------------------------ | ------------------------------------ | ------------------------------------ |
| Голы                                       | Уэйн Пресли                          | 63                                   | 1983/84                              |
| Передачи                                   | Джейсон Аксон                        | 84                                   | 2010/11                              |
| Очки                                       | Дуайт Фостер                         | 143                                  | 1976/77                              |
| Очки (новички)                             | Брайан Беллоуз                       | 116                                  | 1980/81                              |
| Очки (защитники)                           | Джейсон Глэдни                       | 92                                   | 1993/94                              |
| Коэффициент надёжности (вратари)           | Дэн Тарпл                            | 2,25                                 | 2005/06                              |
| Вратарь должен сыграть минимум 1 500 минут |                                      |                                      |                                      |

## Форма и логотип
Когда «Рейнджерс» переехали в Китченер, дизайн их формы был схож с «Нью-Йорк Рейнджерс», фарм-клубом которого они тогда были, со словом «Rangers» по диагонали через свитер. Цветами «Китченер Рейнджерс» всегда были синий, красный и белый.
В 1992 году «Рейнджерс» добавили персонажа в дизайн своей формы, чтобы увеличить продажи сувениров. В первоначальном варианте это был техасский рейнджер верхом на лошади в круговом логотипе, затем на щите, а, в итоге, без лошади.
В сезоне 2000/01 «Китченер Рейнджерс» вернулись к своей классической форме схожей с формой «Нью-Йорк Рейнджерс». С сезона 2005/07 «Рейнджерс» используют третий комплект формы. Он отображает горизонтальные красные и синие полосы на белом фоне с нашивками со словом «Рейнджерс» на плечах. В 2010 году был представлен новый запасной комплект формы. На дизайн джерси повлияла форма с солдатским гербом, в которой клуб играл в победном Мемориальном кубке 2008 года. Форма имеет красный фон и логотип «Рейнджерс» на плечах синего цвета.